# Szmaragdowa toń
Szmaragdowa toń (The Pool of the Black One) – opowiadanie Roberta E. Howarda z gatunku magii miecza  opublikowane w październiku 1933 roku w czasopiśmie "Weird Tales". Autorem ilustracji do wersji opublikowanej w "Weird Tales" był Jayem Wilcox..
Jest szóstą częścią cyklu opowiadań fantasy tego autora, których bohaterem jest potężny wojownik ery hyboryjskiej - Conan z Cymerii. Treścią opowiadania jest pobyt Conana i załogi pirackiego statku na wyspie zamieszkałej przez dawną rasę małpoludów.

## Fabuła
Conan zostaje wyłowiony z morza przez załogę pirackiego statku. Zostaje włączony do niej i szybko zdobywa sobie szacunek oraz autorytet, a także zainteresowanie Sanchy, kochanki kapitana. Gdy okręt zatrzymuje się u brzegów egzotycznej wyspy, Conan wykorzystuje okazję i zabija kapitana w buszu, jednak w tym samym czasie Sancha i członkowie załogi zostają porwani przez zamieszkujące wyspę małpoludy. Są one zdegenerowanymi potomkami dawnej rasy i oddają cześć sadzawce, której woda zmienia ludzi w małe, czarne figurki. Conanowi udaje się uratować piratów, którzy w bitwie pokonują małpoludy. Następnie, będąc kapitanem i mając Sanchę jako swoją kochankę, Conan wraz z załogą opuszcza wyspę.

## Publikacje
Pierwszy raz Szmaragdowa toń opublikowana została drukiem w magazynie Weird Tales, w październiku 1933. W wersji książkowej po raz pierwszy opowiadanie pojawiło się w zbiorku Sword of Conan w 1952.
Opowiadanie na język polski przetłumaczył Zbigniew A. Królicki, jego przekład który ukazał się w tomach Conan zdobywca (klubówka, ca 1986), Conan najemnik (Nakom, 1990), Conan (Atlantis, 1990), Conan ryzykant (PiK, 1992), Conan Barbarzyńca (BookRage, 2014). Przekład Agaty Bąk z tomu Conan barbarzyńca (Rea, 2012; wydanie 2: Rea, 2015) również ma tytuł „Szmaragdowa toń”. Z kolei przekład Tomasza Nowaka pod tytułem „Sadzawka czarnych ludzi” ukazał się w tomach Conan i pradawni bogowie (Rebis, 2011) oraz Conan: Księga pierwsza (Wydawnictwo Vesper, 2024).

## Adaptacje
Komiks na podstawie Szmaragdowej toni ukazał się w 1977, w cyklu  The Savage Sword of Conan. Autorem scenariusza był Roy Thomas, zaś narysował go John Buscema.. 